# 維文 (新加坡)

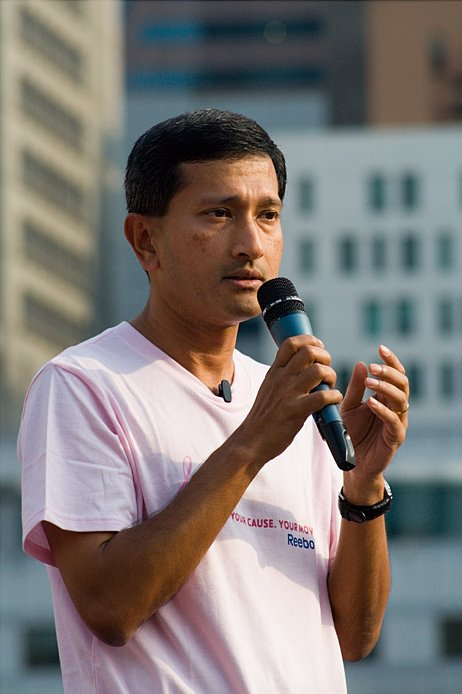
維文

維文（Dr. Vivian Balakrishnan；1961年1月25日—），現任新加坡外交部長。前任职位为新加坡社会发展、青年及体育部长，新加坡环境及水源部长。維文为李显龙内阁中最年轻的阁员。

## 生平
1961年在新加坡出生，坦米爾人和华人混血儿，母亲来自福州福清。1980年荣获新加坡总统奖学金在新加坡国立大学医学院深造。1981年－1983年他被选为大学学生会（NUSSU）的总裁，1984年/1985年任学生会主席。1991年并继续深造毕业皇家爱丁堡外科医学院高级学位。

## 政治生涯
在2001年当选为荷兰－武吉班让集选区国会议员，后在2006年的大选中继续当选。2001年他被任命国家发展部政务部长。2002年被任命贸工部政务部长。2003年8月，被任命全国青年委员会主席。2004年8月，他被升任社会发展部长兼青年和体育部长。2006年大选后，他被重新任命社会发展部长兼青年和体育部长兼新闻、通讯及艺术部第二部长，現任新加坡外交部長。

## 观点
2018年10月9日，维文与马来西亚媒体高层对话时高度肯定马来西亚首相马哈迪·莫哈末，指尽管马哈迪说话直白，令新加坡感到不舒服，但仍是一名值得尊敬的领袖。他也表示，本身与马哈迪及其夫人茜蒂哈斯玛拥有私交，马来西亚在第14届大选中实现政权轮替，对马新过去数十年的稳固关系只有微小的影响。
2021年2月18日，维文呼吁缅甸政变中各方保持克制，也强调不应向没有持武器的平民百姓施暴，在任何情况下尤其不应以实弹射击的方式对付民众。

## 個人生活
維文已婚，育有四个孩子。

## 争议

### 对梁文辉评论
He's illiterate... Seriously, how did he get into RI? Must have been a lousy school.

他不识字……说真的，他如何考进莱佛士书院的？学校肯定太差劲。——維文，9月15日2021年，
9月15日2021年，在国会辩论时，维文在与其他部长私下谈话时批评了梁文辉的学历，其中一个靠近维文麦克风当时是开着的，因此维文当时的言论被录下并在国会直播被公开播放。维文之后打电话给梁文辉并为他的言论向梁文辉道歉。梁文辉接受了维文的道歉并且之后在新加坡前进党的官方网站上发布文章确定此事，“我接受他的道歉，让我们把时间用在更好的地方并帮助新加坡和新加坡人”，梁文辉在文章上说到。维文也针对此事在Facebook上表示尽管他和梁文辉政见不和也不应该做出这番言论。

#### 其他问题
部分人士怀疑批评梁文辉的言论是黃循财做出的，而黃循财之后表示他未做出相关言论。
据The Crowd Review的报道，The Crowd Review针对维文的言论表示人们是时候停止在意他人的学历，而是注重他人在毕业后所做的事。